# Klášter Säben

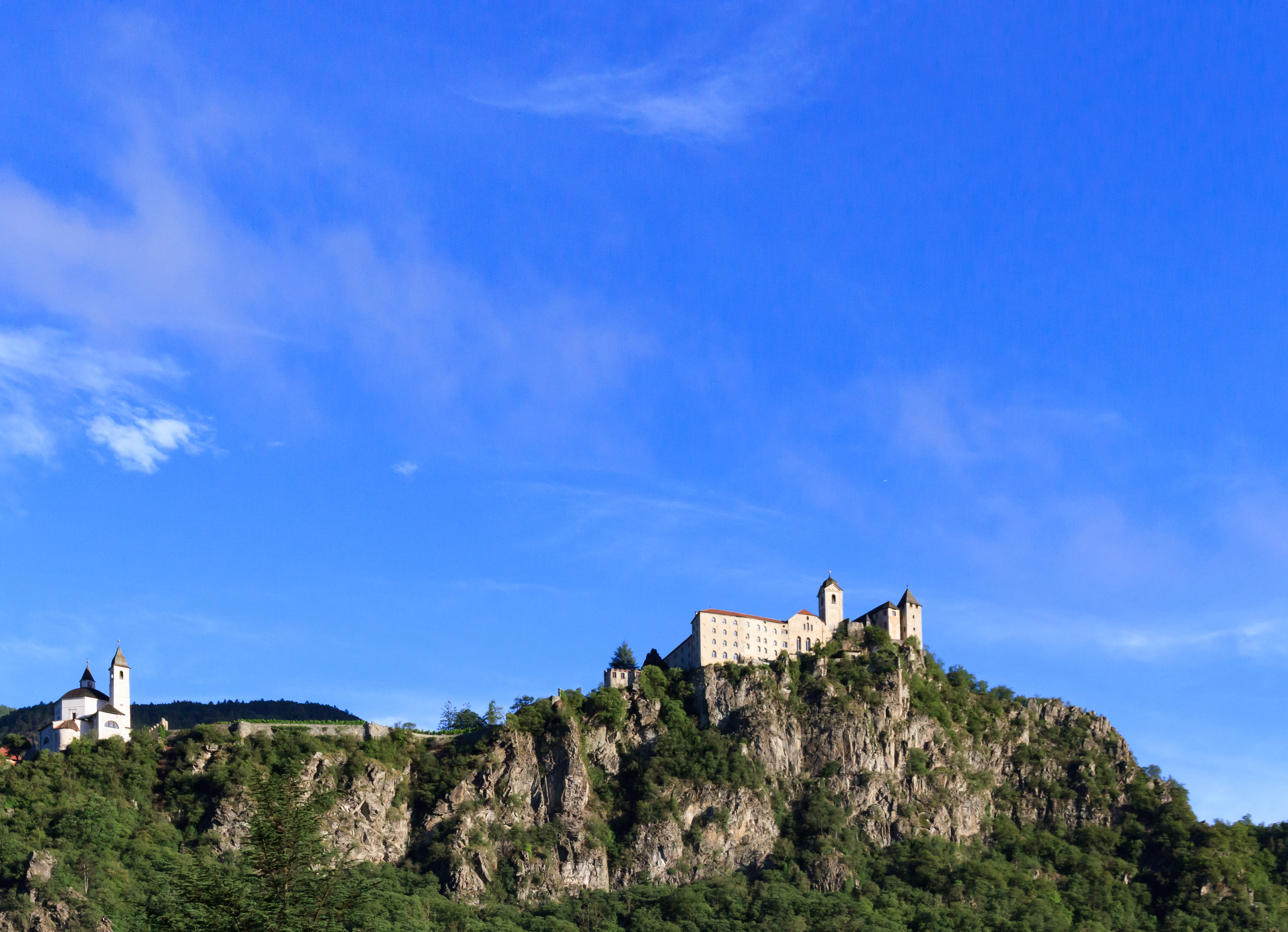
Klášter Säben, vlevo kostel P. Marie

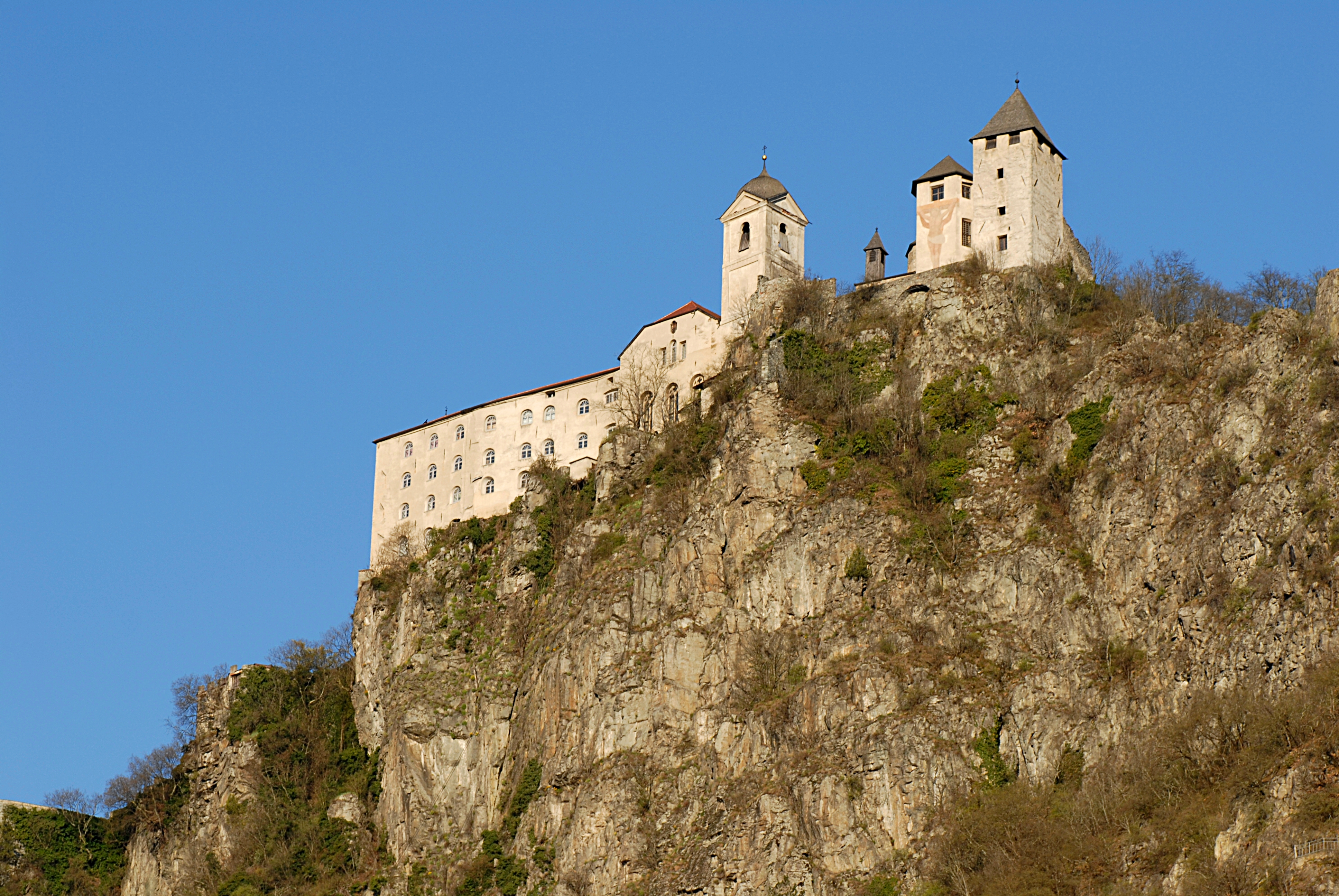
Klášter Säben od východu

Klášter Säben (latinsky Sabiona, Saviona, Sabio, ladinsky Jevun) je benediktinský klášter na Hoře Säben v italské části Jižního Tyrolska. Byl založen na konci 17. století jeptiškami ze salcburského kláštera Nonnberg a fungoval až do listopadu 2021.

## Historie
Klášter Säben, ležící na Svaté hoře nad městem Klausen, byl osídlen již v neolitu. Na místě dnešního kláštera bývalo pozdně římské sídliště, které se brzy vyvinulo v raně křesťanské centrum: od 6. století do roku 960 zde bylo sídlo Biskupství Säben-Brixen, jehož součástí byl i kostel im Weinberg, postavený na počátku 5. století.
Dne 13. září 901 daroval král Ludvík IV. Dítě biskupu Zachariášovi Meierhofovi obec Prichsna, z níž později vznikl Brixen. Nejpozději v roce 960 za vlády biskupa Richberta tam bylo přeneseno biskupství. Poté zůstal Säben biskupským opevněným hradem. Ve 14. a 15. století byl hrad Säben sídlem soudu Klausen a správním centrem nejjižnějších oblastí Brixenského biskupství.
Na popud kanovníka, městského a špitálního faráře Matthiase Jennera přišly v roce 1685 z kláštera Nonnberg v Salcburku na Säben první řeholnice, tři chórové a dvě laické sestry, aby oživily klášter Svatého Kříže, který měl být na Säbenu postaven. Založení nového kláštera potvrzuje zakládací listina knížecího biskupa Johanna Franze Khuena von Belasi z 21. listopadu 1686, který také vysvětil klášterní kostel. V roce 1699 byl klášter povýšen na opatství a první abatyší byla zvolena M. Agnes von Zeiller (v pramenech nazývaná též Maria Agnes Zeillerin).
V roce 1974 byl klášter přijat do Beuronské kongregace. Kontemplativní benediktinky žily v přísné klauzuře, věnovaly se chórové modlitbě a domácím pracím, ale také se staraly o poutníky a v létě přijímaly hosty v penzionu.
V letech 1970–1996 vedla komunitu její desátá abatyše Marcellina Pustet, která pocházela z opatství Herstelle. Jedenáctou abatyší byla v roce 1996 vysvěcena Maria Ancilla Hoheneggerová.
V květnu 2021 abatyše M. A. Hoheneggerová oznámila, že v dohledné době klášter Säben kvůli nedostatku nových adeptek opustí. Na svém rozhodnutí se předem dohodla s Ivo Muserem, biskupem z Bolzano-brixenské diecéze, a opatem Albertem Schmidtem z Beuronské kongregace. Poslední tři jeptišky se v listopadu 2021 přestěhovaly do Cisterciáckého opatství Mariengarten a opatství Nonnberg. Jihotyrolské filmařky Evi Oberkofler a Edith Eisenstecken doprovázely jeptišky v posledních měsících před zrušením kláštera a své dojmy shrnuly ve filmu Saeben. Následně vznikl vnitrocírkevní spor o další využití budov.

## Budovy
Budova kláštera byla postavena koncem 17. století ze zříceniny středověkého biskupského hradu. Prostý klášterní kostel je dílem Giovanniho Battisty Delaie ze Scarie. Kolem roku 1890 byl klášter přestavěn a rozšířen. V bezprostřední blízkosti kláštera se kromě Kostela svatého Kříže a Chrámu Panny Marie nacházejí další dvě sakrální stavby.

## Seznam abatyší
- 1686–1715: Maria Agnes Zeiller von Zeillhaimb zu Weiss und Schwarzenfeld
- 1715–1734: Maria Antonia Spergser
- 1734–1749: Agnes Thekla Zeiller von Zeillhaimb zu Weiss und Schwarzenfeld
- 1749–1773: Maria Floriana Pezer
- 1773–1812: Maria Candida Mayr
  - 1812–1892: Oberinnen im Dreijahresturnus
- 1882–1910: Ida Urthaler
- 1910–1921: Aloisia Steiner
- 1921–1940: Beatrix Kopp
- 1940–1969: Maria Magdalena Felderer
- 1970–1996: Marcellina Pustet
- 1996–2021: Maria Ancilla Hohenegger

## Zajímavost
Podle kláštera Säben byla pojmenována Säbenská ulice (1906) a Säbenské náměstí (1923) v Mnichově.

## Filmové dokumenty
- Evi Oberkofler (Regie) und Edith Eisenstecken (Produktion): Saeben, (Arbeitstitel: Hohe Mauern – Geschichten aus dem Kloster Saeben) Film, 90 min., 2023, Itálie.[13][14][15]